# Der Weg der Verheißung
Der Weg der Verheißung ist ein jüdisches Oratorium in mehreren Akten von Franz Werfel und Kurt Weill, das erstmals 1937 in New York in englischer Übersetzung unter dem Titel The Eternal Road aufgeführt wurde. Regie führte damals Max Reinhardt. Die deutschsprachige Erstaufführung fand erst im Jahr 1999 in Chemnitz statt.

## Inhalt
Im Stück treffen zionistisches Gedankengut, aktuelles Geschehen der Entstehungszeit und biblische Motive aufeinander. Juden retten sich vor einem Pogrom in eine Synagoge. Die Regierung hat die Ausweisung aller Juden aus dem Land beschlossen und der Bittgang des Rabbiners der Gemeinde konnte daran nichts ändern. Er schlägt nun seiner Gemeinde vor, die Geschichte des Judentums von den Anfängen bis zur Gegenwart erneut nachzuvollziehen, und beginnt, aus der Thora vorzulesen. Die alttestamentlichen Gestalten von Abraham bis Jeremia erscheinen. Schließlich wird verkündet, dass die Gemeinde Israels auswandern muss. Die Gemeinde wird von Soldaten aus der Synagoge getrieben und erlebt eine Erscheinung des Messias.

## Musikalische Traditionen
Weill verwendete bei der Komposition Elemente synagogaler Gesänge ebenso wie Chöre in der Tradition Bachscher Passionen und Mendelssohnscher Oratorien. Laut Helmut Loos griff Weill „für das Bibelstück […] auf traditionelle Orchesterklänge und kompositorische Verfahrensweisen zurück, die […] die Anhänger der Dreigroschenoper nur vor den Kopf stoßen konnten“, und „arbeitete in bester Operntradition mit Erinnerungsmotiven […] und dramaturgisch wohl kalkulierten Steigerungen“. Streckenweise, so Loos, sei Weills Musik „schwelgerisch bis zum Kitsch“. Loos bescheinigt ihr „beste Oratoriumstradition“ und weist darauf hin, dass sowohl Form als auch Thematik des Opern-Oratoriums in den ersten Jahrzehnten des 20. Jahrhunderts durchaus gängig waren. Neben Arthur Honeggers Roi David von 1921 entstanden in dieser Zeit Schönbergs Oratorium Die Jakobsleiter sowie seine Oper Moses und Aron, Zoltán Kodály schuf 1923 den Psalmus hungaricus und Willy Burkhard 1935 Das Gesicht Jesajas. Paul Dessaus Hagadah shel Pessach weist einige Parallelen mit dem Weg der Verheißung auf. In einem Spiegel-Artikel anlässlich der Chemnitzer Aufführung war über den Weg der Verheißung zu lesen: „Dieser philharmonische Koloß hat nichts vom ordinären Drive der ‚Dreigroschenoper‘, Weills immergrünen Gassenhauers. Stattdessen klingt darin Mahler an und, gewiß seltsam, Händels ‚Messias‘, Mendelssohn ist rauszuhören und, nur wenige Takte später, Strawinskis ‚Wüstling‘.“

## Vorgeschichte
Auf Anregung des US-amerikanischen Theatermanagers Meyer Wolf Weisgal begann Max Reinhardt in den 1930er Jahren mit der Planung eines Monumentalstücks mit alttestamentlichen Inhalten. Als Librettisten gewann er Franz Werfel, obwohl dieser 1929 anlässlich seiner Eheschließung mit Alma Mahler-Werfel seine jüdische Religionszugehörigkeit abgelegt hatte. Die Musik schrieb Kurt Weill. Dieser konstatierte später, Der Weg der Verheißung habe einen Schritt in seiner Entwicklung bedeutet: „The Eternal Road hat mich aber auf jenem Wege weitergebracht, den ich schon in der Dreigroschenoper und Mahagonny beschritten hatte, hin zu einer neuen Form: Richtiges, lebendiges, modernes Musikalisches Theater, in dem die Musik nach Ausdehnung und innerer Bedeutung gleichberechtigter Partner ist.“
Das Thema stieß, den politischen Umständen entsprechend, in dieser Zeit auf Interesse. Schon 1927 hatte Arnold Schönberg sein Werk Der biblische Weg geschrieben, das ebenfalls die Gründung eines neuen Staates der Juden zum Thema hatte. 1934 fand ein erstes Treffen Weisgals mit Werfel und Weill auf Schloss Leopoldskron statt. Bei diesen Gesprächen wehrte sich Weisgal gegen die Vermischung christlichen und jüdischen Gedankengutes, die Werfel zunächst vorgenommen hatte. 1935 konnte Werfel die Arbeit am Libretto abschließen. Sein Text erschien noch im selben Jahr bei Zsolnay in Wien. Für 1935 war auch die Welturaufführung in New York geplant, zunächst unter dem Titel The Road of Promise, dann als The Eternal Road. Weisgal hoffte damit seinen Erfolg mit The Romance of a People von 1932 zu wiederholen bzw. gar zu übertreffen. Die Premiere wurde für den 23. Dezember 1935 geplant, musste jedoch zehnmal verschoben werden, ehe das Stück 1937 erstmals gezeigt werden konnte.

## Die New Yorker Fassung
Max Reinhardt traf am 5. Oktober 1935 in New York ein und besetzte einige Hauptrollen des Bibeldramas, ehe er nach Los Angeles weiterreiste. Das Casting der übrigen Schauspieler und Sänger blieb seinem Regieassistenten Francesco von Mendelssohn überlassen. Zu diesem Zeitpunkt lag noch keine englische Übersetzung des Textbuches vor. Mendelssohn arbeitete zunächst mit einer Zusammenfassung von Franz Werfel, da der Übersetzer Ludwig Lewisohn erst von Weisgal beauftragt werden musste und für Rückfragen kaum zur Verfügung stand, nachdem er sich nach Vermont zurückgezogen hatte.
Ein weiteres Problem war die Wahl der Spielstätte. Zunächst hatte man geplant, das Stück in einem riesigen Zelt im Central Park zu zeigen. Das Bühnenbild sollte, wie 1934 abgemacht, Oskar Strnad entwerfen. Doch Reinhardt gab diesen Gedanken wieder auf und verpflichtete Norman Bel Geddes, ohne Strnad darüber zu informieren. Statt des Zeltes favorisierte er nun das Hippodrome Theatre, das jedoch durch die Inszenierung von Jumbo ausgelastet war. So wurde das Manhattan Opera House angemietet, das seit zehn Jahren nicht mehr genutzt worden war. Norman Bel Geddes ließ aus diesem Haus die Proszeniumslogen herausreißen, um mehr Platz für sein monumentales Bühnenbild der Synagoge zu gewinnen. Darüber wurde eine Bühne für die Massenszenen und über dieser eine weitere für den Chor aufgebaut. Um die Kulissen überhaupt auf die verschiedenen Ebenen transportieren zu können, mussten hinter den Bühnen mehrere Aufzüge eingebaut werden. Aufgrund dieser Bautätigkeiten konnte nicht im Manhattan Opera House geprobt werden. Man wich ins Adelphi Theatre aus, wo ab dem 31. Oktober 1935 geprobt wurde. Dass der Zeitplan nicht eingehalten werden konnte, wurde schnell deutlich. Ein Wassereinbruch, der bei Bohrarbeiten für die Unterbühne das Theater überschwemmte, trieb Weisgals M. W. W. Productions, Inc. nahezu in den Ruin; die ohnehin sehr hohen Kosten für die Produktion stiegen durch dieses Vorkommnis um weitere 200 000 Dollar. Die Premiere des Stücks wurde zunächst auf den 4. Januar und dann auf den Februar 1936 verschoben, doch am 10. Februar 1936 untersagte die Schauspielergewerkschaft den weiteren Probenbetrieb, weil Weisgal die Gagen nicht mehr bezahlen konnte. Werfel reiste daraufhin nach Wien ab, Reinhardt nach Hollywood, wo er Filmverpflichtungen hatte. Die Uraufführung der Eternal Road wurde auf den nächsten Winter verschoben.
Weisgal gelang es schließlich, mit Crosby Gaige einen neuen Koproduzenten und Geldgeber aufzutun und selbst Albert Einstein als werbenden Unterstützer seines Projekts zu gewinnen. Möglicherweise stellte dieser wiederum einen Kontakt zu der Familie Flexner und zu Felix Warburg her, die das Projekt unterstützten. Unterdessen übersiedelte Francesco von Mendelssohn, der nur mit einem Besuchervisum in die USA gelangt war, im Exil unglücklich war und zu trinken begonnen hatte, nach Pacific Palisades und reiste dann nach Mexiko aus, um mit einem regulären Einwanderervisum wieder in die USA einreisen zu können. Seine Schwester, Eleonora von Mendelssohn, gab zu Gunsten des Stückes ein Bankett. Im Oktober schloss Weisgal einen neuen Vertrag mit Reinhardt ab, der diesem eine dreiwöchige Probenzeit in dem inzwischen umgebauten Manhattan Opera House zugestand. Ab dem 14. November 1936 versuchte daher Francesco von Mendelssohn, die Probenarbeit wieder auf denselben Stand wie im Februar zu bringen. Zunächst mussten jedoch zahlreiche Rollen neu besetzt werden. Einen Monat nach der Wiederaufnahme der Proben übernahm Max Reinhardt selbst deren Leitung. Um die Choreographie der Tänzer kümmerte sich Benjamin Zemach.
Neben 14 Chorsängern, 100 singenden Statisten und 35 Tänzern traten 59 Hauptdarsteller in dem Stück auf, deren Rollen zum großen Teil prominent besetzt waren: Den Moses spielte Samuel Goldenberg, Lotte Lenya spielte die Miriam, Sam Jaffe den Widersacher, Rosamond Pinchot die Bathseba, Florence Meyer die Priesterin, die ums goldene Kalb tanzt. Neben den Darstellern waren 159 weitere Kräfte wie Bühnentechniker, -arbeiter und Verwaltungsangestellte beschäftigt, 1772 Kostüme wurden benötigt, und obwohl der Orchestergraben durch die Umbaumaßnahmen beseitigt worden war und die Musik deshalb in einer Aufnahme des Philadelphia Orchestra unter Leopold Stokowski vom Band abgespielt werden musste, wurden auf Verlangen der Gewerkschaft auch noch 16 Musiker engagiert, deren Spiel in einem Nebenraum stattfand und live in den Zuschauerraum übertragen wurde. 757 Scheinwerfer wurden für die 200 verschiedenen Lichtstimmungen des Stücks benötigt. Die Kosten dafür betrugen 60 000 Dollar.
Die Uraufführung war inzwischen auf den 4. Januar 1937 festgesetzt worden, wurde jedoch nochmals abgesagt und verschoben, weil eine konkurrierende Veranstaltung am selben Tag stattfinden sollte. Die Generalprobe zu The Eternal Road, der unter anderem Klaus Mann beiwohnte, fand am 6. Januar 1937 statt. Als jedoch am nächsten Nachmittag die Sicherheitsinspektion stattfand, erhob der zuständige Fire Commissioner Einspruch. Er wagte aber trotz seiner großen Sicherheitsbedenken nicht, die Aufführung des Stückes zu untersagen, da The Eternal Road inzwischen bereits Produktionskosten von 463 000 Dollar verursacht hatte und damit die bis zu diesem Zeitpunkt teuerste Broadway-Inszenierung, die je stattgefunden hatte, geworden war. Daher wurde der Bürgermeister Fiorello La Guardia in einem Polizeiwagen aus seiner Wohnung abgeholt, um persönlich die Inspektion vorzunehmen. La Guardia genehmigte die Premierenaufführung unter der Bedingung, dass innerhalb von zwei Tagen alle Auflagen zu Nachbesserungen erfüllt würden. Die Premiere konnte also am 7. Januar 1937 stattfinden. Der Beginn war auf 20 Uhr festgesetzt worden, verzögerte sich aber bis 20:43 Uhr. Die Aufführung dauerte drei Stunden und sieben Minuten, was für New Yorker Verhältnisse ungewöhnlich lang war, und auf den oberen Rängen herrschte Unruhe, weil von dort aus der fünfstöckige Bühnenaufbau nicht komplett eingesehen werden konnte. Ein Kritiker des Billboard mokierte sich denn auch, er habe erwartet, seinen kleinen Welpen zum ausgewachsenen Hund herangewachsen anzutreffen, nachdem er endlich aus dem Theater wieder nach Hause gekommen sei, großenteils jedoch war die Kritik positiv. Daily News vergab für die Inszenierung vier Sterne, was die höchstmögliche Auszeichnung durch dieses Blatt darstellte, und auch die Kritiker der New York Times, des New York Journal of Commerce und anderer Blätter äußerten sich sehr zustimmend. Erika Mann dagegen, die das Stück allerdings erst später sah, fand es „dumm und opernhaft“.
Das Stück wurde zunächst, allerdings in einer gekürzten Version, erfolgreich in New York gespielt und erreichte bis zur letzten Vorstellung am 16. Mai 1937 153 Aufführungen. Max Reinhardt musste jedoch noch im Januar 1937 nach Hollywood zurückreisen und überließ die Leitung Francesco von Mendelssohn. Dieser beklagte sich alsbald über mangelnde Arbeitsdisziplin bei den Sängern und Schauspielern. Die Stimmung sei bacchantisch, der Ablauf des dritten Aktes chaotisch, schrieb er noch im Januar in einem Telegramm an Reinhardt. Durch Rudolf Kommer wurde Reinhardt außerdem darüber informiert, dass ohne seine Zustimmung sowohl das Bühnenbild als auch die Inszenierung verändert worden war. Nachdem Weisgal eine 33-prozentige Kürzung der Gagen gefordert und immerhin eine 12,5-prozentige Kürzung tatsächlich durchgesetzt sowie 14 Darsteller entlassen hatte, verschlechterte sich die Stimmung im Ensemble weiter. Mendelssohn beklagte sich darüber bei Reinhardt, Weisgal hingegen beschwerte sich darüber, dass Mendelssohn ständig betrunken und zu manchen Terminen überhaupt nicht erschienen sei. Daraufhin kündigte das Management am 13. Februar Francesco von Mendelssohns Arbeitsvertrag mit sofortiger Wirkung. Dieser versuchte noch am selben Abend die Aufführung zu stören und dem Auditorium mitzuteilen, wie undankbar man sich ihm gegenüber verhalten habe, wurde jedoch von vier Bühnenarbeitern daran gehindert. Da von Mendelssohn nach seiner eigenen Darstellung nicht einfach alkoholisiert, sondern vor allem überarbeitet gewesen war, griff Reinhardt zu seinen Gunsten ein und ließ ihn Mitte März wieder einstellen. Nicht nur die Differenzen in der Leitung des Stücks waren jedoch problematisch, sondern auch der hohe finanzielle Aufwand. Mit neun weitgehend ausverkauften Vorstellungen pro Woche wurden zwar durchschnittlich 22 000 Dollar wöchentlich eingespielt, die Kosten betrugen jedoch im gleichen Zeitraum jeweils 29 312 Dollar. Auch weitere Sparmaßnahmen konnten daran nichts Erhebliches ändern. Bei der letzten Aufführung, einer Matinee zugunsten Weisgals, wurden die Scheinwerfer ausgeschaltet, bevor Weisgal überhaupt das Telegramm Reinhardts lesen konnte, das ihm auf der Bühne überbracht wurde. Nur im Schein eines Streichholzes konnte er Reinhardts Botschaft noch entziffern: „Das Licht, das wir zusammen angezündet haben […] wird unvermindert in der Geschichte des Theaters und des jüdischen Volkes weiterscheinen.“
Das Defizit der Produktion erreichte mit 500 000 Dollar eine Rekordhöhe. Statt, wie am 12. April 1937 angekündigt, eine Tournee durch die USA und eventuell auch nach London anzusetzen, waren die Produzenten bis 1942 in rechtliche Auseinandersetzungen um die noch ausstehenden Tantiemen verwickelt. Für Francesco von Mendelssohn führte der finanzielle Misserfolg des Stückes zum Bruch mit Kurt Weill, der ihn nach Beendigung der Aufführungsserie als „derartig widerlich wie selten jemand“ und als „vollkommen unbegabt“ bezeichnete.

## Die Chemnitzer Version
In Chemnitz wurde anlässlich des hundertsten Geburtstags Kurt Weills und in Verbindung mit einer wissenschaftlichen Konferenz über den Komponisten erstmals eine deutschsprachige Fassung des Werks unter dem Dramaturgen Gerhard Müller aufgeführt. Dieser urteilte, das Stück sei ein Meisterwerk: „Es ist eine Volksoper großen Stils mit eindrucksvollen Belcanto-Gesten und imposanten Chören und einem grandiosen Marsch als musikalischem Symbol des Weges des jüdischen Volkes“. Regie führte Michael Heinicke, die musikalische Leitung hatte John Mauceri, das Bühnenbild und die Kostüme stammten von David Sharir. Neben 62 Chormitgliedern aus Chemnitz waren auch 30 Sänger des Leipziger Synagogalchores sowie 48 Sänger der Krakauer Oper engagiert.
Nach zwölf Aufführungen in Chemnitz wurde Heinickes Inszenierung, für die Richard von Weizsäcker die Schirmherrschaft übernommen hatte, auch in New York, Tel Aviv, Krakau und im Rahmen der Expo 2000 in Hannover gezeigt. Damit erfüllte man die Forderungen der Kurt Weill Foundation for Music in New York, der Lotte Lenya die Rechte an Weills Werken übertragen hatte.
Gottfried Blumenstein bezeichnete die Chemnitzer Aufführung als „eher gescheitert denn geglückt“ und warf insbesondere der „einfältigen Regie“ Heinickes vor, die Möglichkeiten des Stückes nicht ausgeschöpft und hauptsächlich eine Ausstattungsorgie abgeliefert zu haben. Weills Musik erscheine „in diesem Rahmen eher als ein Flickenteppich beliebiger und teilweise bekannter melodischer Floskeln, denn als fesselnde musikdramatische Produktion“. Allerdings sei das Werk schon wegen seiner Grundkonzeption zur Oberflächlichkeit verurteilt und der Wandel vom jüdischen Selbsthass zum edlen Märtyrertum, den etwa die Figur des Widersachers vorführe, wenig überzeugend.

## Spätere Aufführungen
Im Jahr 2006 wurde der erste Teil des Stückes, Die Erzväter, im Halberstädter Dom gezeigt. Auch die konzertante Aufführung in Bremen anlässlich des Evangelischen Kirchentages 2009 beschränkte sich auf Ausschnitte aus dem Werk.